# 预写式日志
在计算机科学中，预写式日志（Write-ahead logging，縮寫 WAL）是关系数据库系统中用于提供原子性和持久性（ACID属性中的两个）的一系列技术。在使用WAL的系统中，所有的修改在生效之前都要先写入log文件中。
log文件中通常包括redo和undo信息。这样做的目的可以通过一个例子来说明。假设一个程序在执行某些操作的过程中机器掉电了。在重新启动时，程序可能需要知道当时执行的操作是成功了还是部分成功或者是失败了。如果使用了WAL，程序就可以检查log文件，并对突然掉电时计划执行的操作内容跟实际上执行的操作内容进行比较。在这个比较的基础上，程序就可以决定是撤销已做的操作还是继续完成已做的操作，或者是保持原样。
WAL允许用in-place方式更新数据库。另一种用来实现原子更新的方法是shadow paging，它并不是in-place方式。用in-place方式做更新的主要优点是减少索引和块列表的修改。ARIES是WAL系列技术常用的算法。在文件系统中，WAL通常称为journaling。PostgreSQL也是用WAL来提供point-in-time恢复和数据库复制特性。